# 韦尔特伊达日奈
韦尔特伊达日奈（法語：Verteuil-d'Agenais，法語發音：[vɛʁtœj daʒ(ə)nɛ]，意为“阿日奈的韦尔特伊”）是法国洛特-加龙省的一个市镇，属于马尔芒德区。

## 地理
韦尔特伊达日奈（44°27'53"N, 0°24'54"E）面积22.42 平方千米，位于法国新阿基坦大区洛特-加龍省，该省份为法国西南部内陆省份，北起多爾多涅省，西接吉倫特省和朗德省，南至热尔省，东临塔恩-加龙省和洛特省。
与韦尔特伊达日奈接壤的市镇（或旧市镇、城区）包括：图尔特雷斯、布吕尼亚克、库尔、格拉特卢-圣盖朗、欧特维涅、拉布勒托尼、瓦雷斯。
韦尔特伊达日奈的时区为UTC+01:00、UTC+02:00（夏令时）。

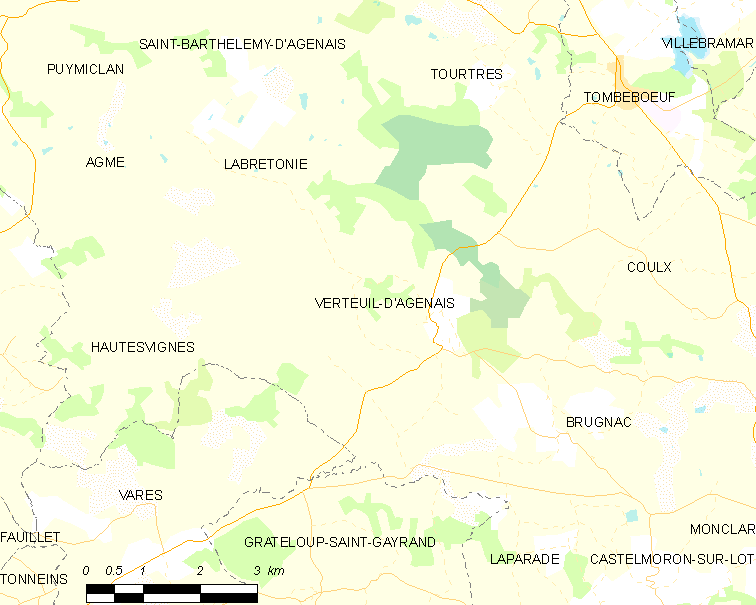
韦尔特伊达日奈的OSM定位图

## 行政
韦尔特伊达日奈的邮政编码为47260，INSEE市镇编码为47317。

## 政治
韦尔特伊达日奈所属的省级选区为托南斯县。

## 人口

1962-2008年间韦尔特伊达日奈人口变化图示

韦尔特伊达日奈于2022年1月1日时的人口数量为544人。